# کیم میونگ-ون
کیم میونگ-ون (انگلیسی: Gim Myeong-won; ۱ ژانویهٔ ۱۵۳۴ – ۱۳ دسامبر ۱۶۰۲) افسر (ارتش) در تهاجم ژاپن به کره (۱۵۹۸–۱۵۹۲) اهل پادشاهی چوسان بود.